# 春日和 (映画)
『春日和』（はるびより）は、1967年4月29日に松竹が配給した、大庭秀雄監督、岩下志麻主演のメロドラマ映画。この作品で左幸子は、第22回毎日映画コンクール女優助演賞を受賞した。

## あらすじ
菓子メーカーで働く泰子は、鎌倉で母・みつ子と二人暮しをしている。泰子には交際二年の恋人・丸井利明が居るが、母を一人残して意を出られない泰子とは、未だ結婚に至らないでいる。丸井は、数年前に家族を捨てて愛人・とよの居る大阪に行った泰子の父・忠造を連れ戻せれば、泰子の母も未だ夫に思いを残していることからも、泰子が自分の家に嫁に来てくれると信じ、泰子と共に大阪へと向かう。しかし二人は、大阪で地元の人たちから慕われ、愛人とも仲良く生活してきる忠造を見て、なかなか大阪に来た理由を切り出せなかった。そして、忠造が浮気をして蒸発した理由が、みつ子の不貞にあったと知る。また、忠造ととよが深く愛し合っている事を知るに至り、二人は忠造を連れ戻すことを諦め、帰ることにする。

## 配役
- 岩下志麻：吉田泰子
- 栗塚旭 : 丸井利明
- 加藤治子 : 吉田みつ子
- 福山象三 : 若山
- 北村英三 : 野呂
- 吉田義夫 : 峰岸
- 牟田悌三 :黒江
- 桜京美 : かおる
- 松田智江 : 恵美
- 砂塚秀夫 : ボーイ
- 森光子[4][5]
- 左幸子 : 竹内とよ
- 山形勲 : 吉田忠造

## スタッフ
- 監督 : 大庭秀雄
- 脚色 : 菊島隆三、下飯坂菊馬
- 原作 : 菊島隆三
- 製作 : 織田明、猪股尭
- 音楽 : 池田正義
- 撮影 : 川又昻
- 編集 : 杉原よ志

## 併映作品
- 『愛の讃歌』: 山田洋次監督